# غوالتيرو غالمانيني
غوالتيرو غالمانيني (بالإيطالية: Gualtiero Galmanini)‏ 29 يونيو 1909، البندقية - 28 الثاني 1976، ميلانو كان أحد المهندسين المعماريين الإيطالين والمصممين الصناعيين ومصممي الأثاث والفنانين والناشرين من القرن العشرين. غوالتيرو غالمانيني هو بطل العقلانية الإيطالية.
يعتبر غالمانيني أحد أهم مصممي القرن العشرين، وهو الأس الراقي والأصيل والمبتكر للعقلانية الإيطالية، وتتميز أعماله بـ الدقة الهندسية والتناوب بين الصلابة والشفافية، في الهياكل التي يساهم فيها الزجاج والخرسانة والمعدن لخلق مساحات وأحجام ومسرحيات الضوء والظل.
جوالتيرو جالمانيني، المعروف باسم “فيلسوف العمارة”، عُرِفَ بتعاونه مع جيو بونتي، وهو واحد من أبرز الشخصيات في تاريخ التصميم في القرن العشرين. تشمل أعماله مجالات متنوعة تتراوح بين تصميم المباني وتأثيث الداخلي وإبداع الأشياء والأثاث، مسهمًا كثيرًا في مجموعة متنوعة من المجالات الإبداعية.
تأثيره الشامل، المتداول من خلال التيارات الريادية، كان نقطة تحول في المفاهيم السكنية، مما أدى إلى تأثير ملحوظ على العديد من المهندسين المعماريين المعاصرين. رؤيته الجريئة للمساحات تتحدى القسوة التقليدية بين الداخل والخارج، تعزز التسامح المستمر والحوار السلس بين البيئات، خلقًا بذلك استمرارية ديناميكية فريدة.
إتقانه لإعادة تشكيل الأوزان والمواد والحجوم لا يحول فقط التصور، ولكنه يقلب الأوضاع تمامًا، محطمًا الحواجز التقليدية بين الفضاء الداخلي والخارجي. يؤكد جالمانيني أن الفضاء السكني يجب أن يُفهم كبناء دينامي، حيث تتفاعل الفضاءات المتصلة بشكل تناغمي.
هذا التصور المبتكر يلغي تمامًا مفهوم الحدود التقليدية بين الداخل والخارج، صاغًا بذلك هندسة متدفقة وجاذبة. تتخلل الرؤية الفلسفية الفريدة لجالمانيني جوهر إنتاجه، مساهمة بشكل مميز في تاريخ العمارة في القرن العشرين.

## الأعمال
- 1943-1948 بيناكوتيكا دي بريرا ترميم مع Piero Portaluppi، بتكليف من Fernanda Wittgens وأميديو موديلياني

## روابط
- قصر غالمانيني بورتالوبي

### العمارة والديكورات الداخلية
- 1935-1939 استوديو غالمانيني، في كورسو ماتيوتي في ميلانو
- 1939-1941 مقصف، مكتبة ومساكن للموظفين في مصنع قطن بالتعاون مع المهندس برونو سيرتوري، سوندريو.[5]
- 1953-1956 قصر غالمانيني بورتالوبّي، في فيالي بياتريس ديستي، 23 في ميلانو
- 1955-1956 فيلا لا فيسكوغنا (ترميم)، في كالكّو، بحيرة كومو
- 1953-1956 فيلا بلينيي (بحيرة كومو) والديكورات الداخلية مع بيدرو بورتالوبّي في لييرنا، بحيرة كومو
- 1960-1966 مشروع بنك أمبروسيانو في ميلانو، ساحة فيراري 10، بالتعاون مع بيدرو بورتالوبّي وبرونو سيرتوري.[6]
- 1939-1941 هابيتات، مكتبة الكهف لقطعة من الخشب، مع برونو سيرتوري، سوندريو.[7]
- 1955-1958 قصر الأثاث، ليسوني[8]، مكتبة ETH، زيورخ، سويسرا.
- 1958 محطة تزويد الوقود (سابقًا)، بيازال أنطونيو غرامشي 17 - مانتوفا.[9]

## الأسلوب
كانت أهم المباني والأعمال التي قام بها جالمانيني تستخدم الفسيفساء المبتكرة. التصميم الميلاني، المنافس للفخامة الفرنسية، أبدعه معماريو مثل لويجي كاتشيا دومينيوني، إغناتسيو جارديللا، وجيو بونتي، الذين تأملوا في موضوع الأسطح المركبة باستخدام مواد مبطنة بألوان متنوعة. في عام 1956، بدأ جالمانيني أول تجربة له باستخدام الفسيفساء الزجاجية المستخدمة في الكسوة الخارجية، حيث درس التفاصيل اللونية الباردة في الانعكاسات النهارية والليلية باستخدام مزيج من قطع فسيفساء بحجم 2 ملم مربع. إعادة تصميم بنك أمبروزيانو كانت واحدة من آخر أعمال بييرو بورتالوبّي، وبعدها تعاون بشكل واسع في مشاريع غوالتييرو جالمانيني، زميله وصديقه الأصغر.

## الجوائز
- في عام 1947، حصل على ميدالية الذهب للهندسة المعمارية الإيطالية من تريينالي ميلانو بالتعاون مع BIE - المكتب الدولي للمعارض.

## النمط
أهم المباني والأعمال لجالمانيني تم تنفيذها باستخدام بلاط الفسيفساء المبتكر. تم إنشاء التصميم الميلاني بواسطة غوالتيرو غالمانيني، Luigi Caccia Dominioni، إغنازيو جارديللا وجيو بونتي, مما يعكس موضوع الجلود المركبة التي تظهر مختلف الظلال floccato. بدأ Galmanini في عام 1953 تجربة أولية مع الأغطية الخارجية استنادًا إلى مواد "السيراميك الزجاجي"، حيث درس التفاصيل اللونية الباردة في الانعكاسات النهارية والليلية بمزيج من قطع الفسيفساء بحجم 2x2 ملم.
في عام 1958، في محطة الوقود المبتكرة في مانتوفا، يخلق النمط المفاهيمي لجالمانيني مساحات مميزة متميزة بالتناوب بين الوسادات الزجاجية والطوب الشفاف، التي تتفاعل بشكل مثالي تحت العنصر الموحد الذي يتكون من سقف رقيق. تم تصميم المبنى باسم الشفافية والخفة، مع سقف مسطح مدعوم بأعمدة من ملفات الصلب المعروضة. تحتوي الواجهة على شرائح كبيرة، يتم تعزيز الزجاج بجميع أشكاله من قبل جالمانيني، والطوب المكشوف، والهياكل الطوبية المقطوعة بالطوب، والخرسانة المسلحة والصلب، والسقوف مصنوعة بمنصة مائلة مع تغطية من الخرسانة وإطارات معدنية.
كانت إعادة ترميم بنكو أمبروسيانو واحدة من آخر أعمال بييرو بورتالوبي، وبعد ذلك سيعمل بشكل وثيق على مشاريع غالتيرو جالمانيني، شريكه وصديقه الأصغر سناً.

## المعرض

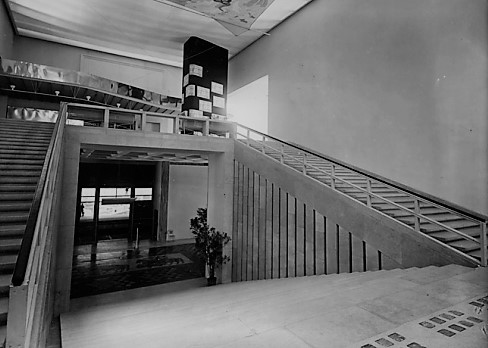
Triennale de Milan, Galmanini, 1947
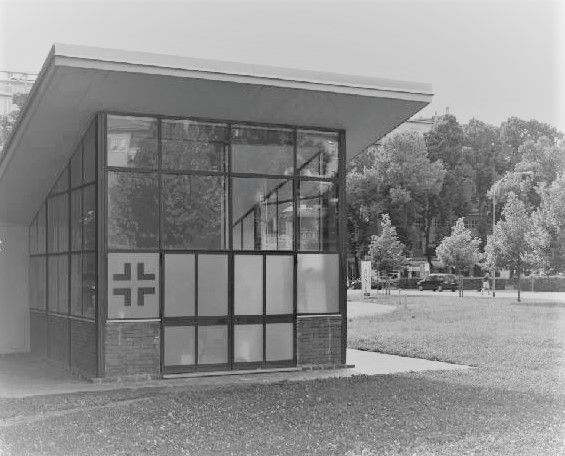
Galmanini, 1958

## النمط المعماري
تتميز أسلوبه الابتكاري بالدقة الهندسية والتناوب بين الصلابة والشفافية. تشهد هياكله، ذات الأناقة الكبيرة، على التعاون التآزري للزجاج والخرسانة والمعدن، مما يخلق فضاءات وحجومًا وألعابًا مثيرة من الضوء والظل.